# Lira BK
Lira BK (LBK), bildad 1933, är en fotbollsklubb från Luleå (Norrbottens län). Lira är idag Norrlands största fotbollsförening med 3 000 medlemmar och 800 fotbollsspelare i åldrarna 7-18. Föreningen har spelat flera säsonger i Sveriges näst högsta division, senast 1999. Lira upplät år 2000 sitt organisationsnummer och sin plats i Division II Norrland som då blev Luleå FF. Ett nytt Lira BK bildades 2000. Klubbfärgerna är blått och gult.
Liras damlag återfanns säsongen 2010 i Division II och dess herrlag i Division IV. Det tidigare farmarklubbsavtalet med Luleå FF blev uppsagt hösten 2007 och Lira har ingen närmare relation till Luleå FF.

## Resultat efter säsong
| \| Säsong \| Nivå i landets serier \| Division \| Del \| Placering \| Serierörelse \| \| ------ \| --------------------- \| ---------- \| -------------------- \| --------- \| ------------ \| \| 2006* \| 7 \| Division 5 \| Norrbotten Mellersta \| 1 \| Uppflyttat \| \| 2007 \| 6 \| Division 4 \| Norrbotten Norra \| 8 \| \| \| 2008 \| 6 \| Division 4 \| Norrbotten Norra \| 10 \| Nedflyttat \| \| 2009 \| 7 \| Division 5 \| Norrbotten Södra \| 1 \| Uppflyttat \| \| 2010 \| 6 \| Division 4 \| Norrbotten Norra \| 8 \| \| \| 2011 \| 6 \| Division 4 \| Norrbotten Norra \| 4 \| \| \| 2012 \| 6 \| Division 4 \| Norrbotten Norra \| 4 \| \| \| 2013 \| 6 \| Division 4 \| Norrbotten Norra \| 7 \| \| \| 2014 \| 6 \| Division 4 \| Norrbotten Norra \| 3 \| \| * 2006 skedde en omstrukturering av Sveriges fotbollsligor genom bildandet av Division 1 i fotboll för herrar som tredje nivå i Sveriges serier. Division 2 och lägre flyttades därmed ned ett steg i seriesystemet. |                       |            |                      |           |              |
| Säsong | Nivå i landets serier | Division   | Del                  | Placering | Serierörelse |
| 2006* | 7                     | Division 5 | Norrbotten Mellersta | 1         | Uppflyttat   |
| 2007 | 6                     | Division 4 | Norrbotten Norra     | 8         |              |
| 2008 | 6                     | Division 4 | Norrbotten Norra     | 10        | Nedflyttat   |
| 2009 | 7                     | Division 5 | Norrbotten Södra     | 1         | Uppflyttat   |
| 2010 | 6                     | Division 4 | Norrbotten Norra     | 8         |              |
| 2011 | 6                     | Division 4 | Norrbotten Norra     | 4         |              |
| 2012 | 6                     | Division 4 | Norrbotten Norra     | 4         |              |
| 2013 | 6                     | Division 4 | Norrbotten Norra     | 7         |              |
| 2014 | 6                     | Division 4 | Norrbotten Norra     | 3         |              |

## Kända spelare
- Jessica Landström (Linköpings FC och landslaget)
- Robert Stoltz (Djurgårdens IF)
- Fredric Lundqvist (GIF Sundsvall, FK Viking Stavanger och landslaget)